# Paramicrorhynchus procumbens
Paramicrorhynchus procumbens là một loài thực vật có hoa trong họ Cúc. Loài này được (Roxb.) Kirp. mô tả khoa học đầu tiên năm 1964.